# Pantbanken Sverige
Pantbanken Sverige är ett av landets äldsta och ledande pantbanksföretag med totalt 21 pantbankskontor. Sju pantbankskontor finns i Stockholm, två i Malmö, två i Göteborg samt ett i Uppsala. Pantbanken Sverige har även finns sex franchisekontor i Västerås, Eskilstuna, Helsingborg, Kristianstad, Östersund och Umeå. De har även tre pantbanker i Helsingfors, Finland, under bolagsnamnet Soumen Panttilaina Oy. Sedan 2010 finns också en digital pantbank, Webbpanta, via pantbanken.se. 
Bolaget ägs till 68 procent av en stiftelse som bildades 1929 av bolagets legendariske grundare Johan Alfred Jansson, även kallad Pant-Janne. Övriga 32 procent ägs av ett 110-tal personer med nära anknytning till Pantbanken. Verksamheten står under tillsyn av länsstyrelsen i Stockholm och länsstyrelsen i Helsingfors.  
Pantbanken Sveriges affärsidé är att lämna kredit till konsumenter mot panträtt i huvudsak lösöre, enligt gällande pantbankslag. 
Pantbanken Sverige erbjuder fri värdering, belånar och säljer föremål. De bedriver försäljning av förfallna panter på auktion genom det helägda dotterbolaget, Pantauktioner Sverige AB. Försäljningen sker på pantbanken.se

## Historia
Pantbanken Sverige bildades under bolagsnamnet AB för Varubelåning, år 1866 av Johan Alfred Jansson. En skomakare som bakom ett draperi i ena änden i sitt skomakeri, bedrev låneverksamhet. Det tog snabbt fart för låneverksamheten att han snart därefter bestämde sig för att lämna skomakaryrket, hitta större lokaler, och bedriva sin låneverksamhet på heltid. Johan Alfred Jansson förvärvade en lokal på Storgatan 8 i Stockholm. I samma lokaler finns Pantbanken Sveriges första kontor än idag.